# Abbey Line
Abbey Line (także: St Albans Abbey Branch Line, popularnie Abbey Flyer) – linia kolejowa w hrabstwie Hertfordshire w Anglii. Linia ma 10,5km długości i obsługiwana jest przez London Midland.
Pociąg kursuje co 45 minut w dni powszednie i soboty oraz co godzinę w niedziele i dni powszednie wieczorem.

## Infrastruktura
Linia posiada jeden tor, a liczba pociągów pomiędzy stacjami końcowymi jest limitowana do jednego. Linia jest zelektryfikowana (przewody trakcyjne 25 kV AC). Skrajnia W6. Prędkość pociągu 64–120 km/h.
Linia obsługiwana jest przez pociągi EZT klasy 321, wcześniej przez pociągi klasy 313. Czasem linię obsługują pociągi SZT klasy 150.

## Stacje na linii
- St Albans Abbey
- Park Street
- How Wood
- Bricket Wood
- Garston
- Watford North
- Watford Junction

## Historia

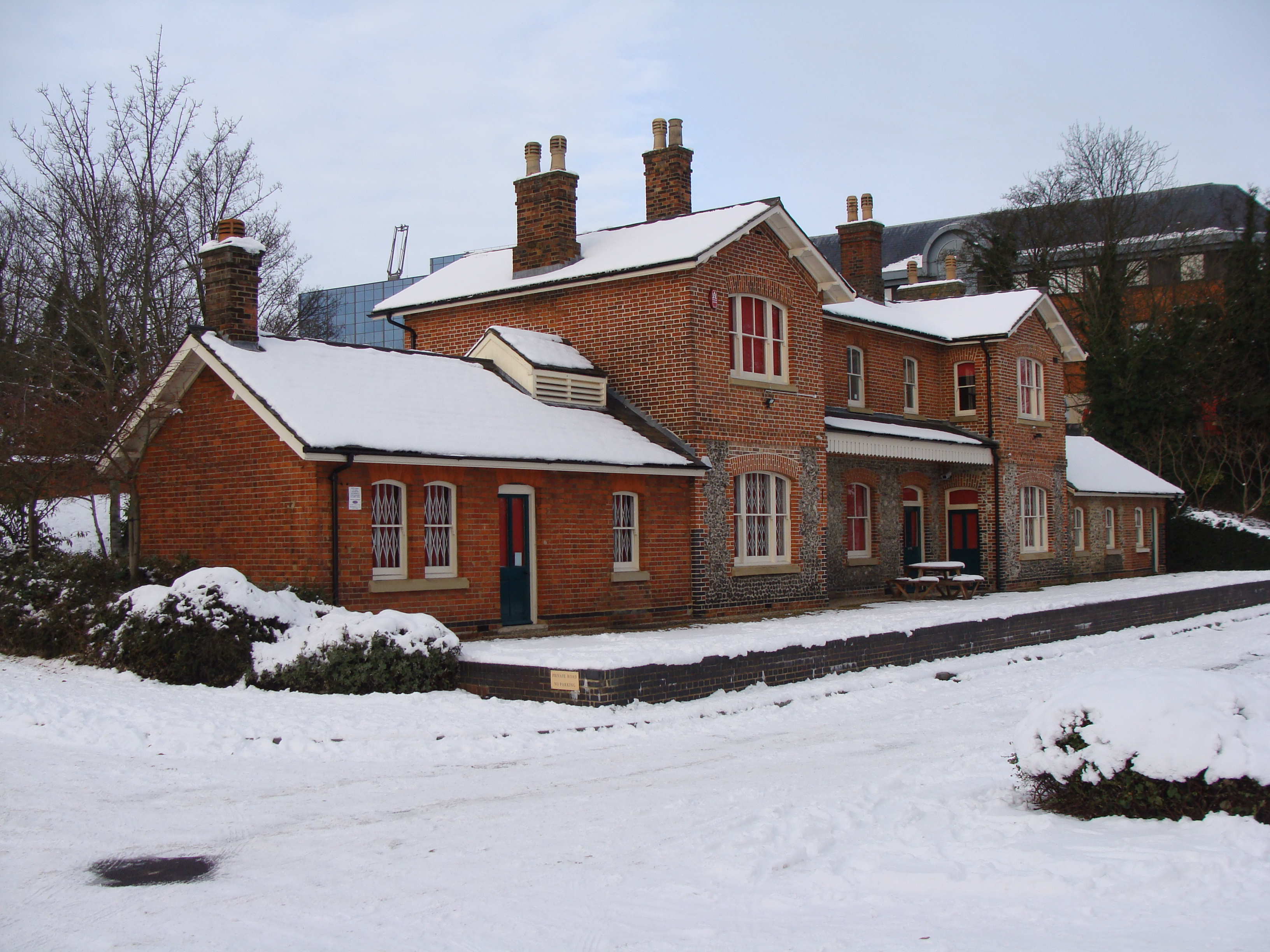
Stara stacja kolejowa w St Albans na linii St Albans Abbey – Hatfield.

Linia została otwarta 5 maja 1858, łącząc St Albans z Watford. Pierwotnie planowano wydłużenie trasy na północ do Luton i Dunstable, jednak zrezygnowano z tego planu po wybudowaniu w 1868 nowej stacji w St Albans (obecnie St Albans City).
Pierwotnie stacja miała dwa przystanki pomiędzy St Albans Abbey (wówczas St Albans) i Watford Junction:
- Bricket Wood
- Park Street

W roku 1910 otwarto stację Callowland (dzisiejszą Watford North).
W 1924 stacja St Albans zmieniła nazwę na St Albans Abbey dla odróżnienia od drugiej stacji otwartej w mieście w 1868 (dzisiejszej St Albans City). W tym okresie stacja obsługiwała także połączenie z Hatfield (dziś trasa funkcjonuje jako droga rowerowa łącząca obydwa miasta).
W 1966 oddano do użytku stację w Garston.
W 1988 otwarto stację w How Wood oraz zelektryfikowano linię (25 kV AC).

## Modernizacja
Do roku 2011 zostanie przeprowadzona modernizacja trasy. Pociągi zostaną zastąpione tramwajami i uruchomione zostaną dodatkowe kursy (2-3 na godzinę), co pozwoli na przewóz 450 000 pasażerów rocznie. Planowane jest także przedłużenie przyszłej linii tramwajowej do centrum St Albans oraz do Hatfield.